# Souvenirs de guerre
Souvenirs de guerre (Memories of War) est un court métrage d'animation réalisé en 1982 par Pierre Hébert. Le film entremêle des séquences réalisées en gravure sur pellicule et d'autres réalisées en papier découpé, ces dernières épousant un style proche des enluminures du Moyen Âge tardif.

## Synopsis
Une famille modeste est victime de la situation économique mondiale. Alors que le père se retrouve au chômage, la mère quitte le foyer pour occuper un emploi dans un atelier de couture. Le déclenchement d'une guerre au Moyen-Orient vient toutefois changer la donne et le père est embauché dans une usine de matériel militaire. L'histoire est ponctuée par les couplets de la berceuse que les parents chantent à leur enfant. Il y est question d'une famine et d'un page qui doit se sacrifier pour son maître.

## Analyse
Souvenirs de guerre marque le retour de Pierre Hébert à la technique de la gravure sur pellicule, qui avait caractérisé ses débuts. Le film s'articule autour de l'alternance entre les séquences gravées qui racontent l'histoire d'une famille ouvrière, et des séquences en papier découpé qui illustrent une chanson traditionnelle narrant le sacrifice de la classe laborieuse au profit de la classe dominante. Le réalisateur applique ici plusieurs idées puisées dans le théâtre épique de Brecht, construisant un film distancié reposant sur sa volonté de «décider du style d'un film, de son imagerie, comme on décide d'un décor de théâtre, c'est-à-dire en faisant en sorte que le tout surgisse d'une réflexion dramaturgique. »